# Obiteljski čovjek
Obiteljski čovjek (eng. Family Guy) američka je humoristična animirana serija, koja je 1999. nastala pod vodstvom Setha MacFarlanea. Serija se vrti oko života disfunkcionalne obitelji Griffin u izmišljenom američkom gradu Quahog, Rhode Island. Obitelj čine roditelji Peter i Lois, njihova djeca; Meg, Chris i Stewie, te pas Brian, koji posjeduje ljudske osobine. U Quahogu žive i Peterovi prijatelji Joe (sa ženom Bonnie i sinom Kevinom), te samac Glenn Quagmire. Serija je animirana, a humor je "surealan", tj. neke od šala su besmislene i čudne, ali upravo zbog toga i smiješne.

## Glavni likovi
Peter Griffin je glavni lik u seriji. On je "obiteljski čovjek". Djetinjast je, i debeo. Ima ženu, troje djece i psa. U početku radi u tvornici igračaka (Happy-Go-Lucky Toy Factory), a poslije u tvornici piva (Pawtucket Brewery). Peter također ima tri najbolja prijatelja: Glenn Quagmire, Joe Swanson i Cleveland Brown.
Lois Griffin je Peterova žena. Ona je domaćica, nezaposlena je, svira klavir, te ga ponekad podučava. Za razliku od Petera, odgovorna je osoba, te brine o njemu i njihovoj djeci.
Megatron 'Meg' Griffin je Peterova i Loisina jedina, osamnaestogodišnja kćer. Jako je nepopularna u školi, svi je izruguju, a ona se često svađa sa svojim bratom Chrisom. Nema pravih prijatelja, ali se u nju zaljubio Niel, najveći štreber u školi. Ima jako nisko samopouzdanje, i pokušava se uklopiti u društvo u svojoj školi puno puta, ali joj to ne uspijeva.
Christopher 'Chris' Griffin je Peterov i Loisin prvi, petnaestogodišnji sin. On je debel, kao i njegov otac. Često se u seriji pojavljuje i 'majmun u njegovom ormaru'. Često se, kao i Meg, pokušava uklopiti u društvo s vršnjacima, ali ne uspijeva.
Stewart Gilligan 'Stewie' Griffin je Peterov i Loisin jednogodišnji sin, na prvi pogled beba u obitelji. Međutim, Stewie je više od toga. On govori, nekad ga obitelj razumije, a nekad ne. Ponaša se kao odrastao čovjek, jedini govori britanskim naglaskom, a mrzi svoju majku i pokušava je ubiti puno puta u seriji. Ima svoj stroj za putovanje u prošlost/budućnost, te često putuje s obiteljskim psom.
Brian Griffin je obiteljski pas kojeg je Peter davno donio i spasio s ulice. On posjeduje ljudske osobine, hoda na zadnje dvije noge te govori. On je najobrazovaniji član obitelji i bavi se pisanjem opera i predstava. Obožava piti i pušiti, a ujedno je i liberarni ateist. U jednoj epizodi Brian umire, ali za dvije epizode ga Stewie vraća pomoću svojeg stroja za putovanje u vrijeme.

## Sporedni likovi
Joe Swanson je Peterov prijatelj i policajac koji radi unatoč tome što je u kolicima. U kolicima je završio davno na jednom zadatku. Ima ženu Bonnie, sina Kevina, a tijekom serije dobiva i kćer Susie. Uspio se osvetiti čovjeku koji ga je napravio hendikepiranim. Često se druži s Peterom i Glennom u baru koji se zove Pijana Školjka.
Glenn Quagmire je drugi Peterov prijatelj i susjed koji je ženskar ovisan o ženama. Radi kao pilot, ali je najpoznatiji po svojim doskočicama: "Giggity" i "All Right" kada upozna ženu. Ima sestru Brendu i oca Dana koji promijeni spol i postaje Ida. Obožava mačke, a mrzi pse, posebno Briana.
Ostali likovi su:
Bonnie Swanson – Joeova žena
Kevin Swanson – Joeov sin
Susie Swanson – Joeova kćer
Ida Quagmire – Glennov otac (transseksualac)
Brenda Quagmire – Gelnnova sestra
Cleveland Brown – Peterov prijatelj koji odlazi nakon što ga žena prevari s Glennom
Loretta Brown – Clevelandova žena koja ga vara s Glennom kasnije
Cleveland Brown Jr. – Clevelandov i Lorettin sin
Mort Goldman – vlasnik ljekarne u Quahogu
Neil Goldman – Mortov sin
Muriel Goldman – Mortova žena koju ubije voditeljica vijesti Diane Simmons
John Herbert – starac u Quahogu i Chrisov prijatelj
Thomas 'Tom' Tucker – voditelj vijesti u Quahogu
Diane Simmons – voditeljica Quahog Channel 5 vijesti
Tricia Takanawa – reporterica, azijska voditeljica s bizarnim glasom 
Adam West – gradonačelnik Quahoga
Bruce – običan čovjek koji se pojavljuje u raznim situacijama
Consuela – spremačica sa slavnom uzrečicom "No,no...NOO, NO!
Francis i Thelma Griffin – Peterovi roditelji
Carter i Barbara Pewterschmidt – Loisini roditelji
Carol Pewterschmidt – Loisina sestra
Patrick Pewterschimdt – Loisin brat
Jasper –  Brianov homoseksualni rođak
Death – smrt koja se pojavljuje kad netko umre

Vinnye – pas kojega je obitelj nabavila nakon što je Brian umro, no koji nestaje nakon što je Stewie spasio Briana svojim strojem za budućnost pošto na taj način obitelj nije nikada upoznala

## Sezone
Serija ima 13 sezona, a 14. će se emitirati tokom 2015. i 2016. U početku su bile prikazane samo 3 sezone, a nakon dvije godine je serija nastavila s emitiranjem.

## Glasovi
Seth MacFarlane – Peter, Stewie, Brian, Glenn, Tom, Carter,...
Alex Borstein – Lois, Loretta, Barbara, Tricia,...
Seth Green – Chris i Neil
Ariana Grande – Italian Daughter
Mila Kunis – Meg Griffin
Sara Fletcher – Kate / glumica 
i ostali.

## Vanjske poveznice
- Službena web-stranica